# 黒田絢子
黒田 絢子（くろだ あやこ、1991年（平成3年）11月7日 - ）は、日本の元女優、タレント、アーティスト。以前はAYAの芸名で活動していた。
兵庫県伊丹市出身。元ArowZ Entertainment所属。実妹はグラビアアイドルの天木じゅん。

## 略歴
- 東京ダンス＆アクターズ専門学校卒業後、2012年よりアイドルユニット『Love La Doll』として活動[2]。

- 2014年より『Stella☆Beats』のメンバーとして活動し、2015年7月に卒業。

- 2015年11月より黒田絢子に芸名を改め『仮面ライダーGIRLS』に加入[3]。2019年3月末をもって卒業。

- 2020年4月1日、エーライツからArowz Entertainmentへの移籍を報告[4]。

- 2021年3月31日、芸能界から引退することを発表[5]。

## 人物
仮面ライダーGIRLSを卒業後、女優業を中心にドラマ、舞台など活躍の幅を広げた。
グラビアアイドルの天木じゅんは実の妹で、週刊プレイボーイで姉妹グラビアデビューを果たす。姉妹チャンネルなどで共演。
特技はダンス。アイドル、アニメ、子供向け、所属していたグループの振付も手掛けた。

## 作品

### CD

#### Love La Doll
- 1stシングル「LOVE☆MAGIC」（2012年8月1日、イオン北海道の夏の水着セール TVCMソング）
- 2ndシングル「HONEY BEE」（2012年11月7日）
- 3rdシングル「青春GIRLZ最前線!!!」（2012年12月12日）
- 1stアルバム「lovedes」（2013年2月6日）

#### アヤ
- なめこのCD 2（2013年12月18日）※M-10「幸せのんふふ」アヤwithかせきさいだぁ

### DVD
- アリスインプロジェクト「名探偵はじめました」
- 舞台「ニル・アドミラリの天秤」
- レティクル東京座 Lエンタメ公演「電脳演形キャステット」
- 舞台「CHAIN～因縁の連鎖～」

### 振付
- なめこ ～せかいのともだち～（NHK Eテレ「にゃんちゅうワールド放送局」 / 白うさぎなめこの歌、ブライダルなめこの歌）
- Love La Doll シングル曲以外担当
- Stella☆Beats 
  - Trick or treat
- 仮面ライダーGIRLS
  - scarlet savage
  - People game、stormy story、YO-SO-LO!、The theme song of Sunagawa-shi,HOKKAIDO（3rd album「invincible」収録）
- WILD WISE MAN
  - buzzer beat
  - Rockin’on
- アイドルユニット数曲担当

## 出演

### ドラマ
- 花にけだもの（2017年10月30日 - 2018年1月1日、dTV・FOD） - 和泉千鶴 役
- 花にけだもの～Second Season～ 最終話（2019年4月20日、dTV・FOD） - 和泉千鶴 役
- East End CARNIVAL 浅草花やしき探偵物語～prologue～（キャストサイズチャンネル） - 婦警 役

### 映画
- 浅草花やしき探偵物語 神の子は傷ついて（2020年7月公開） - 大黒婦警 役

### 舞台
- Ann&Mary「PIRATES OF THE DESERT[6]」（2013年7月10日 - 15日、池袋・シアターグリーンBIG TREE THEATER） - ザンバク 役
- アリスインプロジェクト「名探偵はじめました[7]」（2013年10月23日 - 27日、銀座みゆき館劇場） - 月組 佐渡緑 役
- ゆめまち劇場「モデラート」（2016年9月13日 - 17日、浅草六区ゆめまち劇場） - メグミ 役
- ゆめまち劇場「モンタージュ」（浅草六区ゆめまち劇場）
  - 初演（2017年2月21日 - 25日） - ヒロイン・池田まな 役
  - 再演（2017年3月28日 - 4月1日） - Vチーム ヒロイン・VRまなたん / 糸田真奈美 役
- エアースタジオ「PRIDE」（2017年6月14日 - 19日、AQUA studio） - 入江麻美 役
- ゆめまち劇場「モンブラン」（2017年10月5日 - 8日、浅草六区ゆめまち劇場） - ヒロイン・アユミ 役
- 劇団○組「僕のヒーロー願望[8]」（2017年10月18日 - 22日、新宿・コフレリオシアター） - ヒロイン・野崎綾瀬 役
- アリスインプロジェクト「チェンジングホテルTOKYO[9]」（2017年12月13日 - 17日、新宿村LIVE） - 横堀真由美 役
- 劇団わ「ボク達ノ革命」（2018年2月8日 - 12日、中目黒キンケロシアター） - 葉月・ココロ 役
- 劇団わ「バック・トゥ・ザ・君の笑顔」（2018年5月23日 - 27日、中目黒キンケロシアター） - 金城彩夏 役
- ニル・アドミラリの天秤（2018年11月1日 - 11日、全労済ホール スペース・ゼロ） - 朱鷺宮栞 役[10]
- レティクル東京座Ｌ<ライト>エンタメ公演「電脳演形キャステット」[11]（2019年4月24日 - 4月28日、新宿村LIVE） - メテオール・日暮ハル 役[12]
- 121841 PRODUCE「嘘つき」（2019年9月12日 - 15日、中目黒キンケロシアター） - 倉橋マユ 役
- CHAIN～因縁の連鎖～（2019年12月26日 - 30日、浅草九劇） - 綾瀬茜 役

### テレビ番組
- サンデージャポン（TBS） - 食事レポーター
- BLACK MILLION（テレビ東京）
- 静岡発そこ知り（2015年8月10日、SBS静岡放送）
- musicるTV（テレビ朝日）
- あらすじ名作劇場（BS朝日）
- 今夜はナゾトレ! 一瞬ミステリー劇場 瞬間探偵! 平目木駿（フジテレビ）
- 行列のできる法律相談所 吉高由里子再現VTR（2017年9月17日、日本テレビ）
- 有吉反省会（2017年10月28日・12月23日、日本テレビ）

### ウェブ番組
- 本気の週末“具多具多”〜FRIDAY SHOW〜（2016年6月10日 - 12月23日、AbemaTV） - レギュラーアシスタントMC
- AbemaTV×お願い!ランキング（AbemaTV）
- 黒田絢子×天木じゅんの凸凹姉妹チャンネル（2017年6月8日 - 2018年8月31日、ニコニコチャンネル）

### MV
- Sonar Pocket「キミ記念日 ～生まれて来てくれてアリガトウ。～」

### CM
- RUBYMASHROOM（2017年9月19日 - ）
- 神奈川県湘南にペヤング海の家がOPENペヤング海の家爆誕～今年の夏は湘南でペヤング食おうぜ！（2019年7月 - 、Web CM）
- レッドブル×ドン・キホーテ「ドンペン、ココロ、カラダ、みなぎる。」（2020年4月1日 - 6月4日、Web CM）

### ラジオ
- アメザリとチョコットラジオ（ウェブラジオ番組） - アシスタントとしてレギュラー出演
- 東映公認 鈴村健一・神谷浩史の仮面ラジレンジャー（2015年 - 2019年3月、文化放送） - 週替わりレギュラー出演 ※仮面ライダーGIRLS卒業とともに番組も卒業
- レッツゴー！仮面ライダーGIRLS（2016年 - 2019年、ラジオ日本）※仮面ライダーGIRLS卒業とともに番組も卒業

### 雑誌
- Nicky（セブン&アイ出版） - 専属モデル
- ヤングガンガン（スクウェア・エニックス）
- Top Yell（竹書房）
- 週刊プレイボーイ（集英社） - 初姉妹グラビア
- Febri「Febri RECOMMEND」（一迅社）

### 写真集
- 百合写真集 オンナノコたちのヒミツ（2019年3月4日、一迅社、撮影：須崎祐次）